# Hippopotamyrus retrodorsalis
Hippopotamyrus retrodorsalis es una especie de pez elefante eléctrico perteneciente al género Hippopotamyrus en la familia Mormyridae presente la cuenca hidrográfica africana Bima, perteneciente a la hoya del Uele. Es nativa del Congo; y puede alcanzar un tamaño aproximado de 11,4 cm.

## Estado de conservación
Respecto al estado de conservación, se puede indicar que de acuerdo a la IUCN, esta especie puede catalogarse en la categoría «Datos insuficientes (DD)».